# Bulbostylis major
Bulbostylis major är en halvgräsart som beskrevs av Eduard Palla. Bulbostylis major ingår i släktet Bulbostylis och familjen halvgräs. Inga underarter finns listade i Catalogue of Life.